# Carl Vincent Polus
Carl Vincent Polus, född 16 december 1674, död 24 april 1722, var en svensk kammarherre.

## Biografi
Carl Vincent Polus föddes 1674. Han var son till Tomas Polus och Margareta Elisabet Möller. Polus blev kammarherre hos änkedrottningen Hedvig Eleonora. Han kastade sig själv i sjön och drunknade 1722. Polus begravdes 27 april 1722 i Riddarholmskyrkan och gravsattes i Solna kyrka.